# Balocco
Balocco är en ort och kommun i provinsen Vercelli i regionen Piemonte, Italien. Kommunen hade 227 invånare (2018).